# One Liberty Plaza
One Liberty Plaza je mrakodrap v newyorské čtvrti Manhattan. Má 54 podlaží a výšku 226,5 metrů. Výstavba probíhala v letech 1968–1974 podle návrhu firmy Skidmore, Owings and Merrill. Budova byla původně stavěna pro firmu U.S. Steel, proto je fasáda z černé lakované oceli. Budova sousedila s bývalým komplexem Světového obchodního centra a při teroristických útocích z 11. září 2001 byla její fasáda poškozena od padajících trosek.
Aby mohl být tento mrakodrap postaven, byla v roce 1968 stržena centrála výrobce šicích strojů, zvaná po této firmě Singer Building, která pocházela z roku 1908 a byla vysoká 187 m, přestože to byl jeden z nejmarkantnějších a architektonicky nejcennějších mrakodrapů v New Yorku. Také sousedící budova City Investing Building, postavená rovněž v roce 1908 a vysoká 148 m, byla tehdy zdemolována.
Ještě pod názvem U.S. Steel Building sloužila tato kancelářská budova pro ocelářský koncern U.S. Steel, poté pro burzu cenných papírů NASDAQ a v současnosti v ní sídlí jeden městský úřad.